# Talvisota
Talvisota é um filme de guerra finlandês de 1989 dirigido e escrito por Pekka Parikka. Foi selecionado como representante da Finlândia à edição do Oscar 1990, organizada pela Academia de Artes e Ciências Cinematográficas.

## Elenco
- Taneli Mäkelä
- Vesa Vierikko
- Timo Torikka
- Mika Heikki Paavilainen
- Antti Raivio
- Esko Kovero
- Martti Suosalo
- Markku Huhtamo
- Konsta Mäkelä